# Premio Riccione
Il Premio Riccione per il Teatro è un importante riconoscimento teatrale. Organizzato dall'Associazione Riccione Teatro, è attribuito all'autore di un'opera originale in lingua italiana o in dialetto mai rappresentata in pubblico.

## Storia del Premio

### 1947, un doppio debutto: il Premio Riccione e Italo Calvino
Il Premio Riccione per il Teatro viene istituito nel 1947 su iniziativa dell'allora sindaco di Riccione Gianni Quondamatteo e di Paolo Bignami, pittore e scenografo bolognese, con il patrocinio della locale Azienda di cura e soggiorno, per premiare la scrittura teatrale italiana contemporanea: nello stesso anno si avviano anche il Festival di Avignone, il Festival di Edimburgo e la stagione del Piccolo Teatro di Giorgio Strehler e Paolo Grassi.
La prima edizione si divide in una sezione teatrale e una sezione letteraria. Giurati della sezione letteraria sono Romano Bilenchi, Mario Luzi, Guido Piovene, Elio Vittorini e Cesare Zavattini; presidente è Sibilla Aleramo. Vittorini e Bilenchi non saranno presenti a Riccione per le deliberazioni che vedono un confronto fitto e serrato su testi che non hanno entusiasmato molto (eccetto un numero di loro assai ristretto: Fabrizio Onofri, Italo Calvino e Luigi Squarzina). Vittorini manderà un telegramma in extremis, che la giuria non prende in considerazione, ma a favore di Italo Calvino. Il premio viene annunciato come un ex aequo: a Italo Calvino per Il sentiero dei nidi di ragno e a Fabrizio Onofri con Morte in piazza.

### 1948-1982: gli esordi e il consolidamento
Dal 1948 il Premio si rivolge esclusivamente agli scrittori di teatro e nel primo decennio segnala autori come Tullio Pinelli (1951), Luigi Squarzina (1952) e un giovane Enzo Biagi, premiato nel 1953 per il testo Giulia viene da lontano. Più avanti ottengono riconoscimenti Roberto Mazzucco ed Enrico Vaime (1963), Sergio Liberovici (1972), Renzo Rosso (1972, 1979), Fabrizio Caleffi (1973, 1974), Alberto Pozzolini (1975), Dacia Maraini (1976, 1978, 1980), Gregorio Scalise (1978, 1979) e Masolino D’Amico (1982), mentre in giuria si avvicendano uomini di cultura e di teatro come Vito Pandolfi, Massimo Bontempelli, Ivo Chiesa, Ezio Raimondi, Aldo Trionfo, Maurizio Scaparro, Ferruccio Masini, Edoardo Sanguineti.

### 1983-2007: i decenni di Franco Quadri
Momento di svolta è il 1983, anno in cui il Premio diventa biennale e Franco Quadri ne assume la direzione artistica, incarico che mantiene fino al 1991; dal 1995 al 2007 ricoprirà invece il ruolo di presidente di giuria. In questo periodo il Premio si apre a forme teatrali nuove e attente alla contemporaneità. Un atteggiamento che porta in giuria nomi come: Luca Ronconi, Ottavia Piccolo, Renato Palazzi, Roberto Andò, Sergio Colomba, Luca Doninelli, Edoardo Erba, Anna Bonaiuto, Maria Grazia Gregori, Renata Molinari, Elena De Angeli, Giorgio Pressburger, Renzo Tian, Giuseppe Bertolucci, Marisa Fabbri, Ugo Ronfani, Giovanni Raboni, Franco Brusati, Piera Degli Esposti, Vincenzo Consolo, Cesare Garboli, Giorgio Guazzotti. Tra i premiati gli allora giovani Enzo Moscato, Pier Vittorio Tondelli, Ugo Chiti, Maurizio Donadoni, Umberto Marino, Angelo Longoni, Giuseppe Manfridi, Sonia Antinori, Massimo Sgorbani, Antonio Sixty, Renato Sarti, Antonio Tarantino, Andrea Malpeli, Roberto Cavosi, Mimmo Borrelli e Nino Romeo.

### 2009-2013: le edizioni di Umberto Orsini
Dal 2009 al 2013 il presidente di giuria è stato Umberto Orsini. Sotto la sua presidenza, si sono aggiudicati il Premio Riccione per il Teatro Angela Demattè (Avevo un bel pallone rosso, 50ª edizione, 2009), Michele Santeramo (Il guaritore, 51ª edizione, 2011) e Davide Carnevali (Ritratto di donna araba che guarda il mare, 52ª edizione, 2013). Tra i giurati Sonia Bergamasco, Elio De Capitani, Alessandro Gassmann, Fabrizio Gifuni, Claudio Longhi, Isabella Ragonese, Emanuele Trevi.

### 2015-2019: le edizioni di Fausto Paravidino
Dalla 53ª edizione (2015) la presidenza di giuria è passata a Fausto Paravidino, già premiato come autore nel 1999 e più volte giurato del concorso. Ad aggiudicarsi il Premio Riccione per il Teatro negli ultimi anni sono stati Elisa Casseri con L'orizzonte degli eventi (2015), Vitaliano Trevisan con Il delirio del particolare. Ein Kammerspiel (2017) e Tatjana Motta con Notte bianca (2019). Nel periodo 2015-2019 si sono avvicendati in giuria Giuseppe Battiston, Michela Cescon, Arturo Cirillo, Maddalena Crippa, Emma Dante, Federica Fracassi, Graziano Graziani, Claudio Longhi, Renata M. Molinari, Laurent Muhleisen, Isabella Ragonese, Christian Raimo e Serena Sinigaglia. 

### 2021-2023: la presidenza di Lucia Calamaro
Nelle ultime due edizioni la presidenza della giuria è affidata a Lucia Calamaro. Ad affiancarla in giuria: Graziano Graziani e Claudio Longhi (sia nel 2021 che nel 2023), Stefano Accorsi e Isabella Ragonese (nel 2021), Concita De Gregorio, Lino Guanciale e Walter Zambaldi (nel 2023). La 56ª edizione è stata vinta da Pier Lorenzo Pisano con Carbonio, mentre il 57º Premio Riccione è andato a Tolja Djokovic per Lucia camminava sola.

## Sezioni
Il concorso, organizzato con cadenza biennale, attualmente assegna i seguenti riconoscimenti.

### Premio Riccione per il Teatro
Viene attribuito all'autore di un'opera originale in lingua italiana o in dialetto, mai rappresentata in pubblico, come contributo allo sviluppo e alla valorizzazione della drammaturgia contemporanea. Al vincitore è assegnato un premio di 5.000 euro. I finalisti concorrono inoltre all'assegnazione di un premio di produzione di 15.000 euro.

### Premio Riccione “Pier Vittorio Tondelli”
Dal 1999 segnala il miglior autore under-30 del concorso. Dalla sua fondazione, si sono aggiudicati il Premio Riccione "Pier Vittorio Tondelli": Fausto Paravidino (1999), Letizia Russo (2001), Davide Enia (2003), Stefano Massini (2005), Mimmo Borrelli (2007), Maria Teresa Berardelli (2009), Lorenzo Piccolo (2011), Emanuele Aldrovandi (2013), Carlo Guasconi (2015), Pier Lorenzo Pisano (2017), Tommaso Fermariello (2019), Nicolò Sordo (2021) e Benedetta Pigoni (2023). Al vincitore viene assegnato un premio di 3.000 euro. I finalisti concorrono inoltre all'assegnazione di un premio di produzione di 10.000 euro.

### Menzione speciale “Franco Quadri”
All'opera che meglio coniuga scrittura teatrale e ricerca letteraria, dal 2011 è assegnata la menzione speciale "Franco Quadri". Se la sono aggiudicata Roberto Scarpetti (2011), Maurizio Patella (2013), Vitaliano Trevisan (2015), Fabio Massimo Franceschelli (2017), Elvira Frosini e Daniele Timpano (2019), Christian di Furia (2021) e Jacopo Giacomoni (2023). Alla menzione è attualmente associato un riconoscimento in denaro di 1.000 euro.

### Premio speciale per l’innovazione drammaturgica
Dal 2017, fuori concorso, viene inoltre assegnato il Premio speciale per l’innovazione drammaturgica, un riconoscimento alla carriera riservato a personalità che, attraverso la scrittura per la scena, abbiano aperto nuove prospettive al mondo del teatro. Al riconoscimento – deciso da un comitato di critici diverso dalla giuria del Premio Riccione – fa seguito una retrospettiva organizzata l’anno successivo al Riccione TTV Festival. Le prime quattro edizioni sono state vinte da Chiara Lagani di Fanny & Alexander (2017), dal duo Daria Deflorian-Antonio Tagliarini (2019), da Alessandro Berti (2021) e da Marco D'Agostin (2023).

## Giuria attuale
La giuria del 57º Premio Riccione per il Teatro è composta da Lucia Calamaro (presidente), Concita De Gregorio, Graziano Graziani, Lino Guanciale, Claudio Longhi e Walter Zambaldi. 
La direzione artistica è invece affidata a Simone Bruscia.